# Nice-Puget-Théniers-Nice
Nice-Puget-Théniers-Nice est une ancienne course cycliste française, organisée de 1903 à 1970 entre Nice et Puget-Théniers,.

## Palmarès
| Année | Vainqueur          | Deuxième            | Troisième            |
| ----- | ------------------ | ------------------- | -------------------- |
| 1903  | Baptistin Gabert   | ? Maccario          | ? Ughetto            |
| 1904  | ? Lautier          | J. Rolly            | Adrien Cayre         |
| 1905  | Emile Minutti      | Émile Eigeldinger   | Fernand Faraut       |
| 1906  | Auguste Lavagna    | Francois Guido      | Fernand Faraut       |
| 1907  | Joseph Garbero     | ? Brunier           | Victor Gallean       |
| 1908  | Jules Manina       | ? Mazzucco          | ? Raveu              |
| 1909  | ? Giacobi          | ? Maurandi          | ? Thibaud            |
| 1910  | ? Eugene           | J.B. Beltrand       | ? Arcudi             |
| 1911  | ? Montanari        | Pierre Casa         | J.B. Beltrand        |
| 1912  | Noël Amenc         | Emile Minutti       | Rodolphe Ghiglion    |
| 1920  | Jean Novo          | Louis Gabba         | Alfred Devalle       |
| 1921  | Noël Amenc         | Pierre Davico       | Étienne Sassi        |
| 1922  | Alfredo Binda      | Amédee Gastaldi     | Ahmed Remadni        |
| 1923  | Alfredo Binda      | Paul Broccardo      | Henri Ferrara        |
| 1924  | Alfredo Binda      | Eugène Mijno        | Sébastien Piccardo   |
| 1925  | Giuseppe Rivella   | François Menta      | Paulin Lanteri       |
| 1926  | Paul Broccardo     | Paulin Lanteri      | Vincent Carrara      |
| 1927  | Paul Broccardo     | Vincent Carrara     | Paulin Lanteri       |
| 1928  | Fernand Fayolle    | Paulin Lanteri      | Louis Minardi        |
| 1929  | Sébastien Piccardo | Arthur Gaudino      | Egidio Cecchini      |
| 1930  | Sébastien Piccardo | Adrien Buttafocchi  | Richard Piccardo     |
| 1931  | René Vietto        | Fernand Fayolle     | Auguste Monciero     |
| 1932  | Fernand Fayolle    | Paolo Bianchi       | Marius Rossi         |
| 1933  | Joseph Neri        | Louis Teisseire     | Adelmo Filoni        |
| 1934  | Dante Gianello     | Henri Puppo         | Andrea Minasso       |
| 1935  | Giuseppe Martino   | Dante Gianello      | Lazare Verzelli      |
| 1936  | Alvaro Giorgetti   | Dominique Zanti     | Evangeliste Monari   |
| 1937  | Alvaro Giorgetti   | Stefano Giuppone    | Amédée Rolland       |
| 1938  | Amédée Rolland     | Paolo Bianchi       | Serge Rosso          |
| 1941  | Lucien Teisseire   | Pietro Scalbi       | Léon Paolini         |
| 1942  | Louis Costa        | Alexandre Barbaroux | Pierre Molinéris     |
| 1943  | Léon Paolini       | Pierre Molinéris    | Édouard Pamboukdjian |
| 1946  | Léon Paolini       | André Nicolai       | Lucien Lazaridès     |
| 1947  | Pierre Molinéris   | Celestino Camilla   | Amédée Rolland       |
| 1948  | Léon Paolini       | Guerrino Camellini  | André Nicolai        |
| 1949  | Pierre Molinéris   | Felice Picardo      | Francesco Locatelli  |
| 1950  | Georges Galliano   | Antoine Giauna      | René Rotta           |
| 1951  | Jean Bertaina      | Jean Dotto          | André Bertolino      |
| 1952  | Francis Anastasi   | Dominique Bertaina  | Gaston Dalbera       |
| 1953  | André Riolfo       | Jean Jacques        | Mario Mutero         |
| 1954  | Charles Gregorini  | José Gil Solé       | Marcellin Ferri      |
| 1955  | Janvier Lombardo   | José Gil Solé       | André Riolfo         |
| 1956  | Jean Milesi        | Jean Innocenti      | Pierre Rossi         |
| 1959  | Vincent Vitetta    | Jean Jacques        | Jean-Marie Czaplicki |
| 1966  | Francis Ducreux    | Jean-Paul Anselme   | Denis Lisarelli      |
| 1970  | Manuel Manzano     |                     |                      |